# 浪漫月裸の娘達 〜BEST SONGS〜
『浪漫月裸の娘達 〜BEST SONGS〜』（ろまんつきらのむすめたち ベスト ソングス）は、畑亜貴の1作目のベスト・アルバム。2006年12月22日にMellow Headから発売された。

## 概要
- 自身初のベスト・アルバムであり、アルバムとしては前作「世界なんて終わりなさい」から約7年10ヶ月ぶりのリリースとなる。
- CDは2枚組の構成になっている。
- 作詞、作曲は全楽曲、畑自身が担当している。

## 収録曲

### Disc-1
1. 水中飛行 [2:59]
作詞・作曲・編曲：畑亜貴
  - セガサターンゲーム『エターナルメロディー』オープニングテーマ
2. どうしよう? [3:22]
作詞・作曲・編曲：畑亜貴
  - セガサターンゲーム『エターナルメロディー』エンディングテーマ
3. 教えて欲しいの [3:26]
作詞・作曲：畑亜貴、編曲：並木晃一
  - セガサターンゲーム『悠久幻想曲』オープニングテーマ
4. 誰よりも何よりも [2:59]
作詞・作曲・編曲：畑亜貴
  - セガサターンゲーム『悠久の小箱 OFFICIAL COLLECTION』オープニングテーマ
5. 幻を読む種族 [3:47]
作詞・作曲・編曲：畑亜貴
  - セガサターン・PlayStationゲーム『悠久幻想曲 ensemble2』エンディングテーマ
6. こまったおさかな [3:31]
作詞・作曲・編曲：畑亜貴
  - セガサターン・PlayStationゲーム『悠久幻想曲 ensemble』エンディングテーマ
7. 無音の予感 [4:28]
作詞・作曲：畑亜貴、編曲：畑亜貴、並木晃一
8. Blue Sympathy [4:18]
作詞・作曲：畑亜貴、編曲：畑亜貴、並木晃一
  - PlayStation 2ゲーム『SHINE 〜言葉を紡いで〜』主題歌
9. 密度ください [3:50]
作詞・作曲・編曲：畑亜貴
OVA『ヴァーチャルアイドルポリス』挿入歌
10. 微痛の楽園 [4:02]
作詞・作曲・編曲：畑亜貴
OVA『Fragile Hearts Series 「こわれもの」』挿入歌
11. 恋すれど [3:26]
作詞・作曲・編曲：畑亜貴
  - Xboxゲーム『ファントムクラッシュ』挿入歌
12. Chocolate Revolution [2:45]
作詞・作曲・編曲：畑亜貴
  - パソコンゲーム『ちょこれーとDays』主題歌
13. 贋造は落石に劣るボサノヴァ [4:27]
作詞・作曲・編曲：畑亜貴
14. 迷える恋羊 [4:17]
作詞・作曲・編曲：畑亜貴
  - パソコンゲーム『神様のいうとおりッ くじびきAI-BIKIスクランブル』主題歌

### Disc-2
1. イバラ・ティアラ [3:55]
作詞・作曲・編曲：畑亜貴
  - パソコンゲーム『ゆりね 〜おねえさまがおしえてくれた〜』主題歌
2. 微痛の楽園（置き去りVer.） [3:48]
作詞・作曲・編曲：畑亜貴
3. 支配樹と鍵 [3:31]
作詞・作曲・編曲：畑亜貴
OVA『Fragile Hearts Series 「こわれもの」』イメージソング
4. 忘却は水に似て [3:58]
作詞・作曲・編曲：畑亜貴
  - OVA『Fragile Hearts Series 「こわれもの」』イメージソング
5. 雨月物語 [2:33]
作詞・作曲・編曲：畑亜貴
  - PlayStationゲーム『雨月奇譚』主題歌
6. 鏡の名前 [3:24]
作詞・作曲：畑亜貴、編曲：畑亜貴、森藤晶司
  - セガサターン・PlayStationゲーム『悠久幻想曲 ensemble』オープニング主題歌
7. 君の目の王国 [3:40]
作詞・作曲：畑亜貴、編曲：畑 亜貴、森藤晶司
  - セガサターン・PlayStationゲーム『悠久幻想曲 ensemble2』オープニング主題歌
8. 眠りの大使 [3:28]
作詞・作曲・編曲：畑亜貴
  - Xboxゲーム『ファントムクラッシュ』挿入歌
9. 鬼の時守 [3:34]
作詞・作曲・編曲：畑亜貴
10. 湖底 [3:55]
作詞・作曲：畑亜貴、編曲：畑亜貴、橘尭葉
11. 至純の守護者 [5:22]
作詞・作曲・編曲：畑亜貴
  - OVA『B'T X NEO』挿入歌
12. CAMEO,CAMEO [4:59]
作詞・作曲：畑亜貴、編曲：伊藤真澄
13. 異端で悲嘆の娘達（Blue frozen rose Ver.） [5:23]
作詞・作曲：畑亜貴、編曲：橘尭葉
14. 月裸…わたしたちだけ [6:24]
作詞・作曲：畑亜貴、編曲：安西史孝